# Förstakammarvalet i Sverige 1899
Förstakammarvalet i Sverige 1899 var ett val i Sverige. Valet utfördes av landstingen och i de städer som inte hade något landsting utfördes valet av stadsfullmäktige. 1899 fanns det totalt 1 028 valmän, varav 988 deltog i valet.
I halva Uppsala läns valkrets ägde valet rum den 17 mars. I Stockholms stads valkrets ägde valet rum den 1 juni. I andra halvan av Uppsala läns valkrets, Södermanlands läns valkrets, Östergötlands läns valkrets, Jönköpings läns valkrets, Kronobergs läns valkrets, Göteborgs och Bohusläns valkrets, Älvsborgs läns valkrets, Skaraborgs läns valkrets, Örebro läns valkrets och Norrbottens läns valkrets ägde valet rum den 19 september. I Jämtlands läns valkrets ägde valet rum den 20 september. I Blekinge läns valkrets, Malmöhus läns valkrets och Västmanlands läns valkrets ägde valet rum den 26 september. I Norrköpings stads valkrets ägde valet rum den 12 oktober. I Malmö stads valkrets ägde valet rum den 17 november och i Göteborgs stads valkrets ägde valet rum den 30 november.

## Valresultat
| Parti  | Parti                     | Röster | Valda | Mandatfördelning | Mandatfördelning | Mandatfördelning |
| Parti  | Parti                     | Röster | Valda | FK 1899          | FK 1900          | +/-              |
| ------ | ------------------------- | ------ | ----- | ---------------- | ---------------- | ---------------- |
|        | Protektionistiska partiet | 693    | 15    | 98               | 98               | +-0              |
|        | Minoritetspartiet         | 311    | 6     | 29               | 30               | +1               |
|        | Partilösa                 | 142    | 4     | 23               | 22               | -1               |
|        | Övriga                    | 206    | 0     | 0                | 0                | +-0              |
| Totalt | Totalt                    | 1 352  | 25    | 150              | 150              | +-0              |

Det protektionistiska partiet behöll alltså egen majoritet.

## Invalda riksdagsmän
Stockholms stads valkrets:
- Oscar Almgren, min
- Ludvig Annerstedt, min

Uppsala läns valkrets:
- Gustaf Tamm, prot
- Johan Nyström, prot

Södermanlands läns valkrets:
- August Tamm, min

Östergötlands läns valkrets:
- Ludvig Douglas, prot
- Harald Spens

Norrköpings stads valkrets:
- Carl Swartz, min

Jönköpings läns valkrets:
- Gustaf Berg, prot
- Magnus Söderberg, prot
- Hjalmar Palmstierna, prot

Kronobergs läns valkrets:
- Axel Törner, prot

Blekinge läns valkrets:
- Henrik Berggren, prot

Malmöhus läns valkrets:
- Paul Paulson, prot

Malmö stads valkrets:
- Johan Dieden

Göteborgs och Bohusläns valkrets:
- Lars Åkerhielm, prot
- Gustaf Lagerbring, min

Göteborgs stads valkrets:
- Olof Melin, min

Älvsborgs läns valkrets:
- Jonas Alströmer, prot

Skaraborgs läns valkrets:
- August Weinberg, prot
- Gustaf Bergendahl, prot

Örebro läns valkrets:
- Vollrath Tham

Västmanlands läns valkrets:
- Otto Lundberg, prot

Jämtlands läns valkrets:
- Knut Sparre

Norrbottens läns valkrets:
- Knut Gillis Bildt, prot

## Fotnoter
1. ↑  Siffrorna avser de sammanlagda röstetalen för de riksdagsledamöter som tillhörde respektive parti och valdes under detta år. Rösterna på kandidater som tillhörde partierna men inte vann ett riksdagsmandat har alltså sorterats in under "övriga". Röstetalen på valkretsnivå är hämtade från SCB och riksdagsledamöternas partitillhörigheter är baserade på uppgifter från bokserien Tvåkammarriksdagen 1867–1970.